# La Mérignacaise
La Mérignacaise era una cursa ciclista d'un dia, de categoria femenina francesa, que es disputava cada 1 de maig per les carreteres al voltant de Merinhac (Gironda). La cursa es creà el 2008 i es disputà fins al 2016. Formava part del calendari de la Copa de França des del 2012.
El 2017 es va anunciar que deixava de ser una cursa independent, per ser una etapa al Tour de Gironda.

## Palmarès
| Any  | Vencedora        | Segona                    | Tercera           |
| ---- | ---------------- | ------------------------- | ----------------- |
| 2008 | Aurore Verhoeven | Émilie Blanquefort        | Ludivine Loze     |
| 2009 | Sinead Miller    | Florence Girardet         | Alison Starnes    |
| 2010 | Leire Olaberria  | Pascale Jeuland           | Ludivine Loze     |
| 2011 | Ludivine Loze    | Davina Summers            | Florence Girardet |
| 2012 | Kelly Gambier    | Pascale Jeuland           | Fanny Riberot     |
| 2013 | Roxane Fournier  | Véronique Labonté         | Alexia Muffat     |
| 2014 | Aurore Verhoeven | Marion Sicot              | Marjolaine Bazin  |
| 2015 | Laurie Berthon   | Iris Sachet               | Pascale Jeuland   |
| 2016 | Laurie Berthon   | Pascale Jeuland-Tranchant | Soline Lamboley   |